# Nichi Vendola
Nicola ‘Nichi’ Vendola /'ni:kola 'vendola/ (Terlizzi, 26 de agosto de 1958) es un político italiano, expresidente de la región de Apulia. 
Nacido en Terlizzi, provincia de Bari, en el seno de una familia comunista (sobrenombrado por sus padres Nichi en honor del entonces primer ministro soviético Nikita Jrushchov), Vendola se afilió a la Federación Juvenil Comunista Italiana con apenas 14 años. Estudiante de literatura, comenzó a trabajar como periodista para L’Unità, el diario oficial del Partido Comunista Italiano. 
Miembro del Secretariado Nacional del PCI durante la escisión de 1991, se opuso firmemente a la disolución del Partido y se unió a Refundación Comunista. Elegido diputado en 1992, ha sido reelegido desde entonces. Como comisionado antimafia, tomó notoriedad como fuerte oponente del crimen organizado. 
En 2005 se presentó como candidato en las elecciones primarias convocadas para elegir el candidato a presidente de Apulia por parte de L’Unione, la coalición del centro-izquierda. Para sorpresa de muchos, Vendola venció al otro candidato, Francesco Boccia. Los sectores moderados de la coalición criticaron la elección, argumentando que era imposible que un comunista, y declarado homosexual, pudiera ser elegido presidente de una región del sur de Italia como Apulia, generalmente considerada como conservadora y católica. Sin embargo, Vendola se declaró creyente y manifestó que para un comunista como él, el libro más importante era la Biblia.
En las elecciones regionales de Apulia, celebradas en abril de 2005, derrotó al entonces presidente Raffaele Fitto, candidato de la Casa de las Libertades, convirtiéndose en el primer presidente regional de la historia de Refundación Comunista. En 2010 repitió su éxito tanto en las elecciones primarias como en las regionales y fue reelegido presidente de Apulia por el segundo mandato.